# ددو-دو ددو-دو
ددو-دو ددو-دو (هانغل:뚜두뚜두) هي أغنية مسجلة من قبل فرقة الفتيات الكورية الجنوبية «بلاكبينك»، والتي تم إصدارها في 15 يونيو 2018 من قبل وكالة واي جي إنترتينمنت كأغنية رئيسية لأول ألبوم مصغر لهن سكوير آب.

## التأليف
تم وصف الأغنية من قبل بيلبورد بأنها «أغنية هيب-هوب رهيبة تفيض بالكاريزما».
وأشارت فوربس إلى أن الأغنية «تجمع بين الدقات الإيقاعية المختلفة والمسرعات والألحان الصوتية المعدية».
تمت كتابة الأغنية وإنتاجها من قبل تيدي بارك وشارك في إنتاجها بيكوه بوم وتونتي فور وآري تي.

## الفيديو كليب
في 15 يونيو 2018 في تمام الساعة 6 مساءاً ، تم إصدار الفيديو كليب وأصدر في العديد من المواقع الموسيقية، مثل ميلون في كوريا الجنوبية وآيتونز للسوق العالمي. وفي 6 تموز 2018 وصل الفيديو كليب إلى 149 مليون مشاهدة على يوتيوب، وهذا يجعله الفيديو كليب الاسرع مشاهدة من قبل فرق الكيبوب.
في 18 يونيو 2018، تم إصدار فيديو تمرين الرقص لأغنية «ددو-دو ددو-دو» على قناة بلاك بينك الرسمية في اليوتيوب و الڤي لايف.
حقق الفيديو كليب الرقم القياسي لأعلى فيديو كليب مشاهدة في أول 24 ساعة لفنان كيبوب حيث وصل إلى 36.2 مليون مشاهدة وهو ثاني أعلى فيديو كليب مشاهدة في أول 24 ساعة عالمياً، بعد فيديو كليب تايلور سويفت «أنظر ماذا جعلتني أفعل» والذي حقق 43.2 مليون مشاهدة.

## الترويج
بلاكبينك لازالن يروجن في البرامج الموسيقية الكورية مثل شوو! أوماك جونشيم وإم كاونت داون وإنكيغايو.

## المخططات
| مخطط (2018)                | المركز |
| -------------------------- | ------ |
| كندا (هوت 100)             | 22     |
| فرنسا (أس أن إي بي)        | 95     |
| اليابان (يابان هوت 100)    | 27     |
| نيوزيلاند (آر إم إن زي)    | 2      |
| روسيا (توفيت)              | 43     |
| كوريا الجنوبية (هوت 100)   | 1      |
| كوريا الجنوبية (غاون)      | 1      |
| الولايات المتحدة (بيلبورد) | 1      |

## الجوائز والترشيحات
| البرنامج                     | التاريخ       | المراجع |
| ---------------------------- | ------------- | ------- |
| شوو! أوماك جونشيم (إم بي سي) | 23 يونيو 2018 | [ 15 ]  |
| شوو! أوماك جونشيم (إم بي سي) | 30 يونيو 2018 | [ 16 ]  |
| إنكيغايو (أس بي أس)          | 24 يونيو 2018 | [ 17 ]  |
| إنكيغايو (أس بي أس)          | 1 يوليو 2018  | [ 18 ]  |
| إم كاونت داون (إمنت)         | 28 يونيو 2018 | [ 19 ]  |
| إم كاونت داون (إمنت)         | 5 يوليو 2018  | [ 20 ]  |
| ميوزيك بانك (كي بي سي)       | 29 يونيو 2018 | [ 21 ]  |

| الجائزة                | التاريخ      | المراجع |
| ---------------------- | ------------ | ------- |
| جائزة الشهرة الأسبوعية | 2 يوليو 2018 | [ 22 ]  |

## تاريخ الإصدار
| المنطقة        | التاريخ       | الشكل      | الشركة                         | المراجع |
| -------------- | ------------- | ---------- | ------------------------------ | ------- |
| حول العالم     | 15 يونيو 2018 | تحميل رقمي | واي جي إنترتينمنت، جيني ميوزيك | [ 23 ]  |
| كوريا الجنوبية | 20 يونيو 2018 | سي دي      | واي جي إنترتينمنت، جيني ميوزيك | [ 24 ]  |

## وصلات خارجية
- "ددو-دو ددو-دو" فيديو كليب . على يوتيوب